# Zespół mieszkaniowy PGB przy ul. Czajczej w Poznaniu

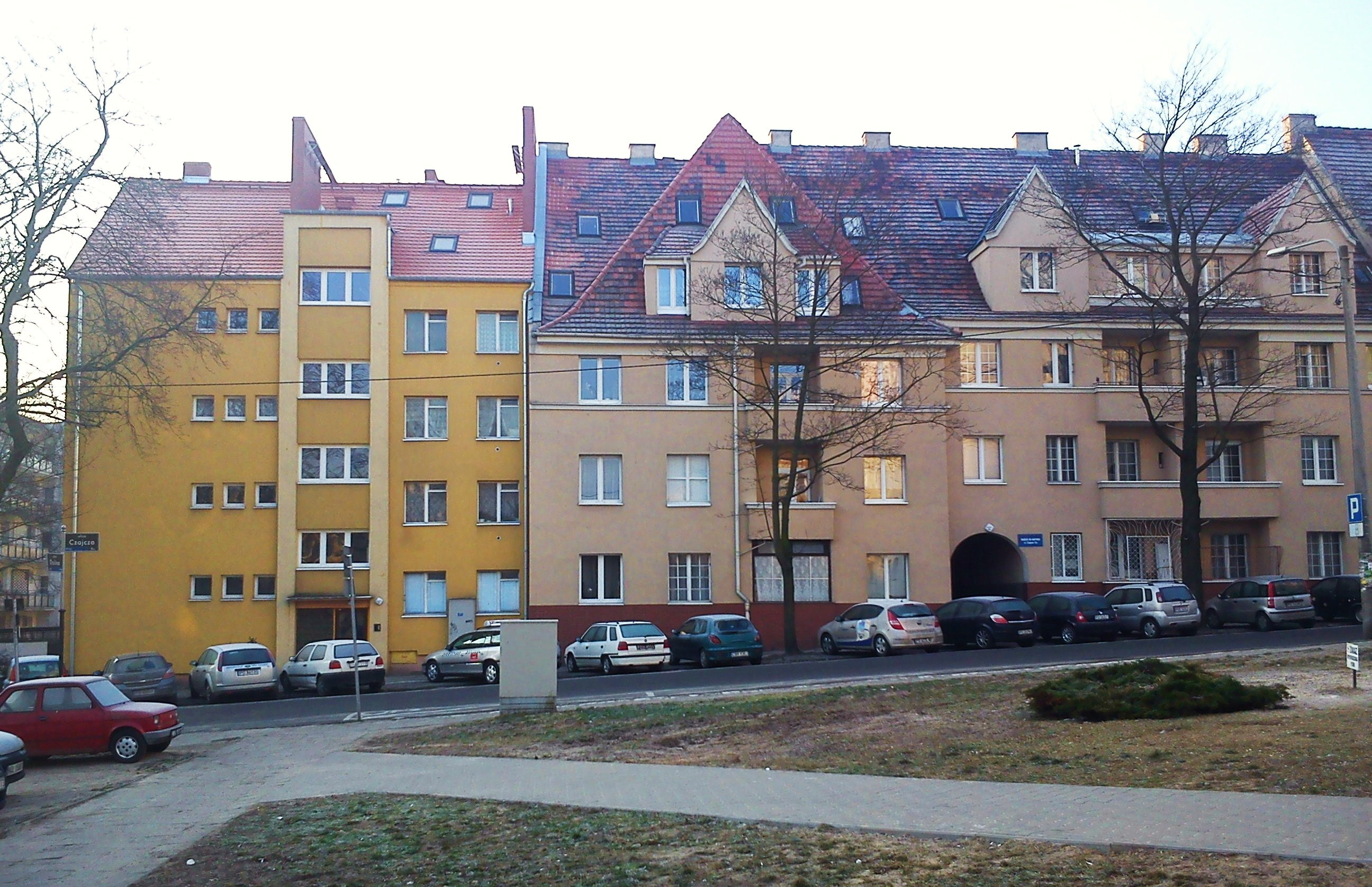
Widok od frontu

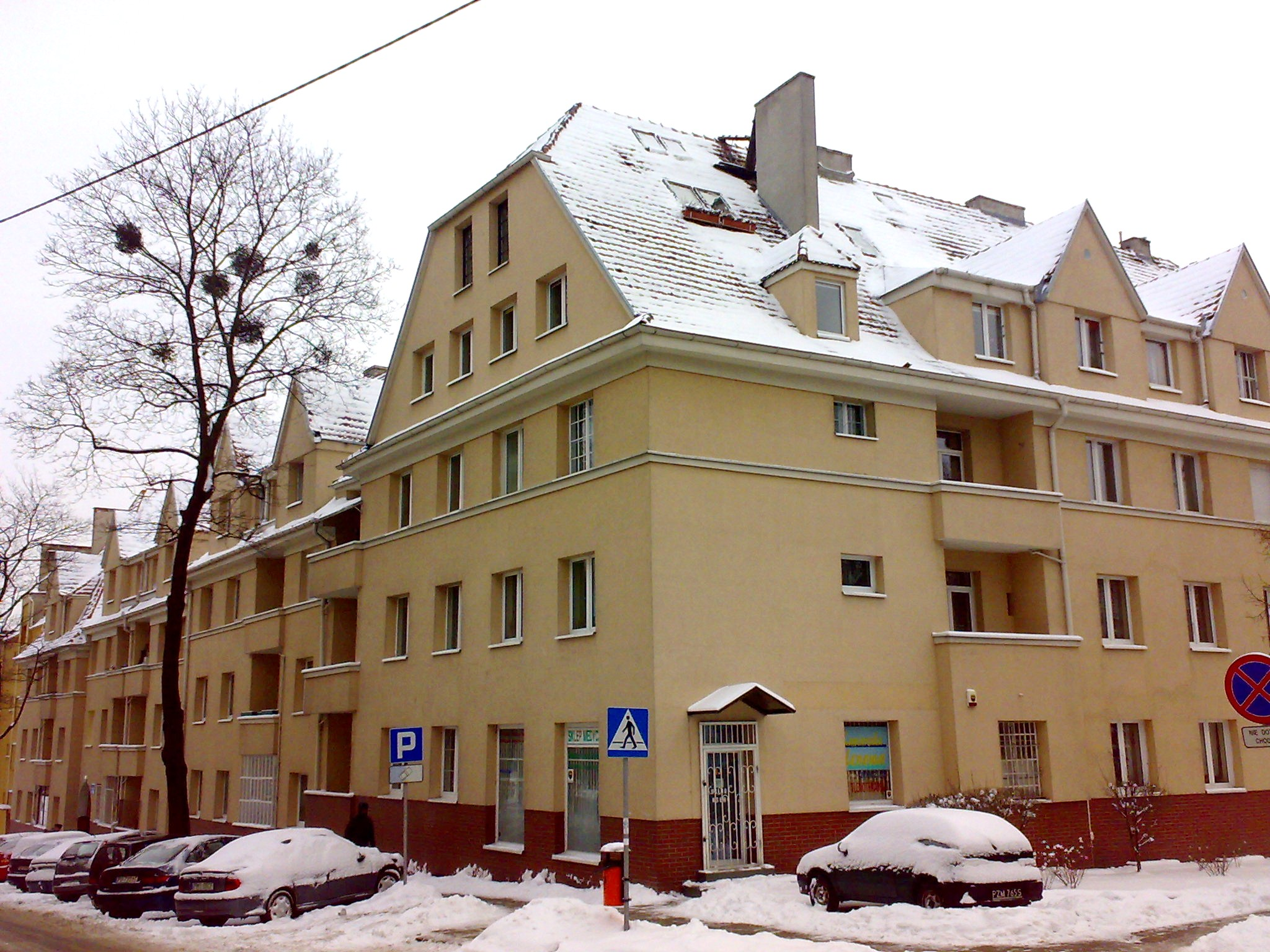
Widok od strony ul. Czajczej

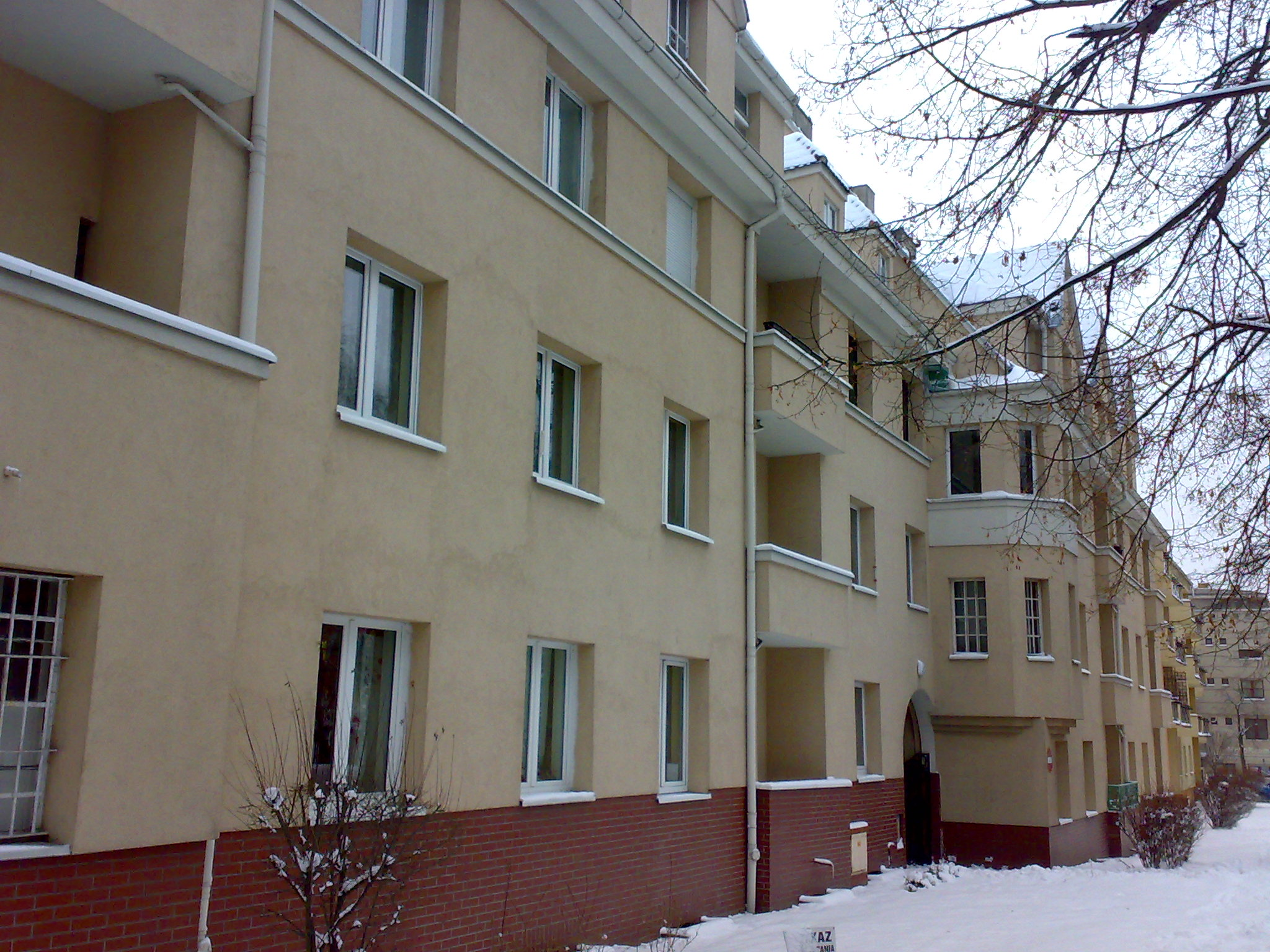
Widok od strony ul. Powstańczej

Zespół mieszkaniowy PGB przy ul. Czajczej – zespół domów mieszkalnych wzniesiony dla niezamożnych lokatorów w 1913 w Poznaniu przy ul. Czajczej róg Powstańczej na Wildzie, w niedużej odległości od centrum dzielnicy – Rynku Wildeckiego.
Obszar Wildy był na przełomie XIX i XX wieku (po włączeniu do miasta) terenem intensywnej zabudowy mieszkalnej, realizowanej przede wszystkim dla gwałtownie rozwijającej się warstwy pracowników najemnych (robotników, kolejarzy i urzędników), związanej z przeżywającymi boom wildeckimi zakładami przemysłowymi. Zabudowa odbywała się m.in. w drodze zawiązywania coraz liczniejszych spółdzielni mieszkaniowych, takich jak np. pierwsza w Poznaniu Spar- und Bauverein.
Budynki przy ulicach Czajczej i Powstańczej wzniosła Poznańska Spółdzielnia Budowlana Użyteczności Publicznej (Posener Gemeinnützige Baugenossenschaft). Wyróżniały się mocno uproszczoną, zwiastującą tendencje modernistyczne, czterokondygnacyjną bryłą. Od strony podwórzy wyposażone były w loggie i balkony. Wspólne urządzenia sanitarne (WC) umieszczono na półpiętrach, a łazienki na strychach i w piwnicach. Mieszkania posiadały niski standard i składały się z jednej lub dwóch izb.